# Gemeinschaft der Heiligen
Die Gemeinschaft der Heiligen (lateinisch: communio sanctorum, altgriechisch: κοινωνία τῶν ἁγίων, koinōnía tôn hagíōn) bezeichnet im Christentum die spirituelle Gemeinschaft aller Getauften als Glieder der Kirche und Teil des mystischen Leibes Christi. Vor dem eschatologischen Hintergrund des Glaubens an das ewige Leben umfasst diese Gemeinschaft nicht nur die Lebenden auf der Erde, sondern auch die Verstorbenen im Himmel.
Die älteste bekannte Verwendung dieses Ausdruckes für den Glauben an eine mystische Verbindung der Lebenden und der Toten zu einer Gemeinschaft in Christus findet sich in Competentibus ad baptismum instructionis libelli VI („Sechs Bücher zur Unterweisung der Taufbewerber“) von Nicetas von Remesiana aus dem 4. Jahrhundert. Bestätigt wurde dies im Apostolischen Glaubensbekenntnis: „[Ich glaube] an den Heiligen Geist, die heilige katholische (allgemeine) Kirche, Gemeinschaft der Heiligen, Vergebung der Sünden“. Im Bekenntnis von Nicäa ist dieser Ausdruck noch nicht enthalten. Der Begriff findet sich auch bei Augustinus, der in seiner Schrift De civitate Dei die „ganze erlöste Gemeinde“ (redempta civitas) als „Versammlung und Gemeinschaft der Heiligen“ (congregatio societasque sanctorum) bezeichnet (ca. 420).
Die Gemeinschaft der Heiligen nimmt im Apostolischen Glaubensbekenntnis innerhalb des Absatzes über den Heiligen Geist einen Platz mit direktem Bezug zum Bekenntnis zum Glauben der Kirche ein. Nicht zutreffend ist die häufige Annahme, dass sich die Gemeinschaft der Heiligen auf die Heiliggesprochenen beschränkt.

## Römisch-katholische Kirche
Nach Lehre der katholischen Kirche ist die Kirche eine Gemeinschaft der Heiligen. Dies in mehrfacher Bedeutung:
1. als Gemeinschaft an den heiligen Dingen (sancta) (KKK Nr. 960),
2. als Gemeinschaft der Heiligen (sancti), das heißt der Gläubigen

### Die Gemeinschaft an den heiligen Dingen
Die ursprünglichere Bedeutung ist die Gemeinschaft an den heiligen Dingen. Darunter versteht man vor allem die Eucharistie, durch die die Einheit der Gläubigen, die einen Leib in Christus bilden, dargestellt und verwirklicht wird.

„Dieser Ausdruck bezeichnet zunächst die gemeinsame Teilhabe aller Glieder der Kirche an den heiligen Dingen (sancta): am Glauben, an den Sakramenten, besonders an der Eucharistie, an den Charismen und an den anderen geistlichen Gaben. An der Wurzel der Gemeinschaft ist die Liebe, die ‚nicht ihren Vorteil‘ sucht (1 Kor 13,5 ), sondern die Gläubigen drängt, ‚alles gemeinsam‘ zu haben (Apg 4,32 ) und auch mit den eigenen materiellen Gütern den Bedürftigen zu dienen.“

### Gemeinschaft der heiligen Personen
In seiner zweiten Bedeutung bedeutet der Ausdruck Gemeinschaft der Heiligen die Gemeinschaft der durch Christus Geheiligten.

„Die Gemeinschaft der Heiligen umfaßt Gläubige aller Völker und Zeiten. Denn durch Jesus Christus und im Heiligen Geist werden wir zu einer Gemeinschaft untereinander verbunden, zu der nicht nur die jetzt lebenden Gläubigen, sondern auch die Gerechtfertigten aller Zeiten gehören. Die Gemeinschaft der Heiligen umfaßt darum die Kirche auf der Erde, die Seligen im Himmel und die Verstorbenen im Läuterungszustand. Sie alle bilden den einen Leib Jesu Christi, in dem alle Glieder füreinander vor Gott einstehen.“

Die irdische Liturgie der Kirche findet in Einheit mit der himmlischen Kirche, das heißt „mit allen Engeln und Heiligen“ statt.
Der Ausdruck Gemeinschaft der Heiligen bezeichnet auch die Gemeinschaft der Heiligen (Sancti) in Christus, „so daß das, was ein jeder in und für Christus tut oder leidet, allen zugute kommt“.
Diese „menschliche und göttliche Solidarität“ wird in der Liturgie der katholischen Kirche am Fest Allerheiligen (1. November) und am Gedächtnis Allerseelen (2. November) gefeiert.

## Zitate
„Doch mich durchschwebt die Vision von einem seelischen Kraftfeld, geschaffen in einem ständigen Jetzt von den vielen, in Wort und Taten ständig Betenden, im heiligen Willen Lebenden. Die Gemeinschaft der Heiligen und – in dieser – ein ewiges Leben.“